# 末松
末松（すえまつ）は、石川県野々市市の字のひとつ。現行行政地名は末松一丁目から末松三丁目。郵便番号は921-8836。

## 概要
白山市と接する野々市市南西部地区。旧富奥村の大字であることから富奥地区に分類される。教育機関として石川県立大学がある。国の指定史跡である末松廃寺跡がある。

## 歴史
- 1889年（明治22年）4月1日 - 周辺13か村との合併による富奥村発足により石川郡富奥村字末松となる。
- 1939年（昭和14年）9月7日 - 末松廃寺跡が国の指定史跡となる[6]。
- 1955年（昭和30年）4月1日 - 野々市町と富奥村の合併により石川郡野々市町字末松となる。
- 1971年（昭和46年） - 石川県農業短期大学が開学。
- 1983年（昭和58年）7月 - 住居表示が野々市町末松一丁目、二丁目、三丁目に変更される[7]。
- 2004年（平成16年） - 石川県農業短期大学が石川県立大学となる。

## 世帯数と人口
2018年（平成30年）3月31日現在の世帯数と人口は以下の通りである。
| 丁目       | 世帯数  | 人口  |
| ---------- | ------- | ----- |
| 末松一丁目 | 34世帯  | 96人  |
| 末松二丁目 | 200世帯 | 595人 |
| 計         | 234世帯 | 691人 |

## 小・中学校の学区
市立小・中学校に通う場合、学区は以下の通りとなる。
| 丁目       | 番・番地等 | 小学校               | 中学校                 |
| ---------- | ---------- | -------------------- | ---------------------- |
| 末松一丁目 | 全域       | 野々市市立富陽小学校 | 野々市市立野々市中学校 |
| 末松二丁目 | 全域       | 野々市市立富陽小学校 | 野々市市立野々市中学校 |
| 末松三丁目 | 全域       | 野々市市立富陽小学校 | 野々市市立野々市中学校 |

## 施設・周辺
- 石川県立大学
- 末松廃寺跡

## 交通

### バス路線
- 北陸鉄道・43番錦町野々市線
- ののいちバス・のっティ、のんキー

### 道路
- 国道157号鶴来バイパス
  - 金沢外環状道路山側幹線
- 石川県道189号額谷三浦線